# Abu al-Hakam al-Kirmani

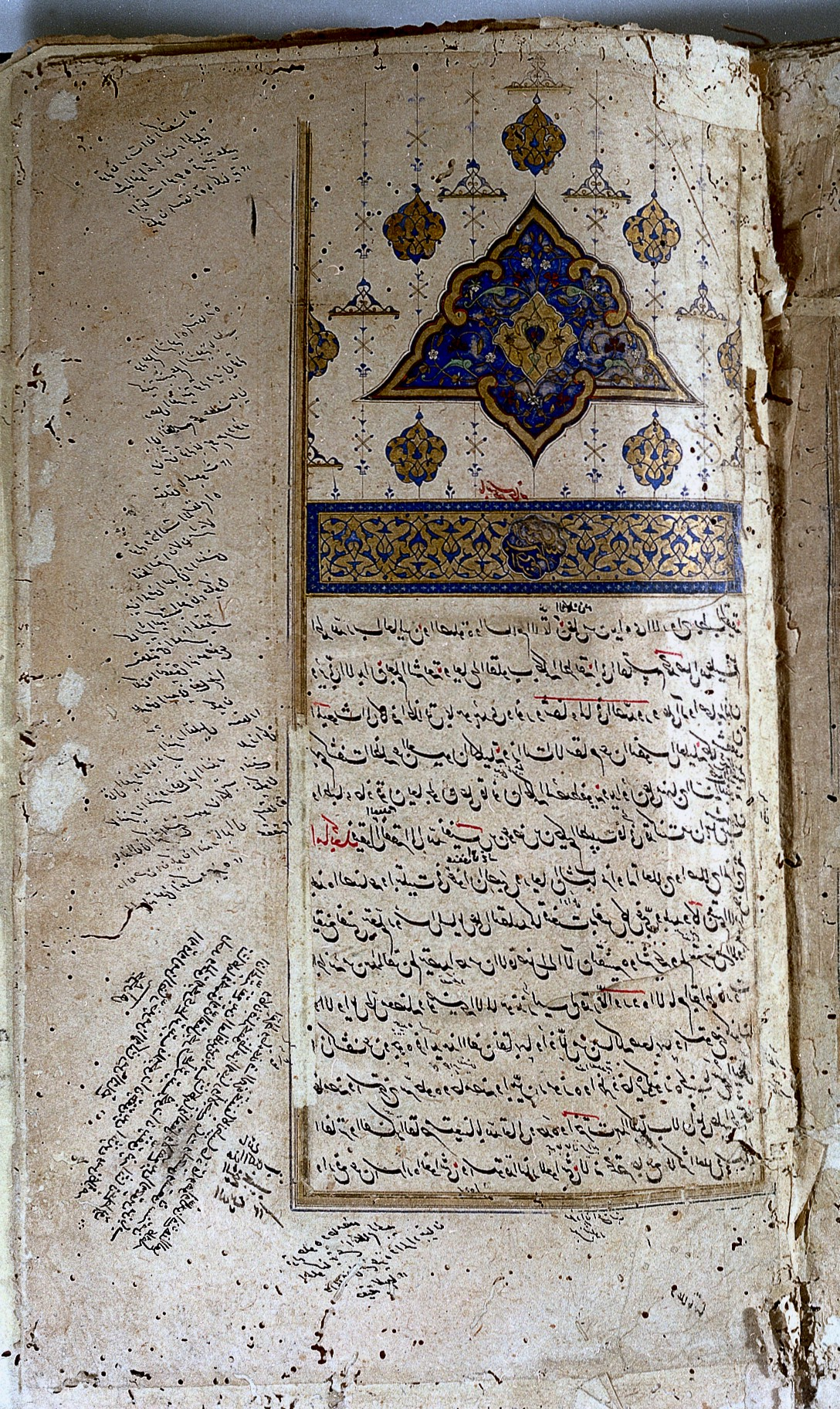
Comentário de Al-Kirmani sobre 'Causas e sintomas'

Abu al-Hakam al-Kirmani (em árabe: أبو الحكم الكرماني; Califado de Córdova, 970 – 1066) foi um filósofo, matemático e médico da Al-Andalus.
Discípulo de Maslama al-Majriti, foi defensor do neoplatonismo, considerado como uma influência sobre Ibn Arabi, tendo escrito extensivamente sobre geometria e lógica. A data exata de sua morte não é conhecida, tendo ele fugido para o Marrocos. É possível que tenha sido ele que retornou para a Al-Andalus com a Enciclopédia dos irmãos da pureza.